# Haplaxius gabrielensis
Haplaxius gabrielensis är en insektsart som beskrevs av Flock 1951. Haplaxius gabrielensis ingår i släktet Haplaxius och familjen kilstritar. Inga underarter finns listade i Catalogue of Life.